# Arnaud de Galard
Pour les articles homonymes, voir Galard.
Pour les autres membres de la famille, voir Famille de Galard.
Arnaud de Galard (- 12 septembre 1245), est un prélat français, évêque d'Agen.

## Biographie
Il est évêque d'Agen de 1235 à 1245.

## Sources
- Arnaud Chaffanjon, Ces grandes familles qui ont fait la France, 1976